# Zár (település)
Zár avagy Zsgyár (korábban Zsdjár, szlovákul Ždiar, németül Morgenröthe) község Észak-Szlovákiában, az Eperjesi kerület Poprádi járásában. Műemléki védettséget élvező szórványtelepülés színes faházakkal, népviselettel, néptáncegyüttessel.

## Fekvése
Poprádtól 34 km-re északkeletre, a Bélai-havasok északi és a Szepesi-Magura nyugati oldala közötti Zsgyári-völgyben fekszik.

## Nevének eredete
Az erdőégetések tüzeiről kapta a nevét (szlovák: žiar = fény), de a gorálok szerint neve a gorál: zor (= pirkadat) főnévből ered.

## Története
Először 1282-ben említi oklevél, eszerint a vidéket „Stragar”-nak nevezték. A 16. század végétől a környező falvak pásztorai, szénégetői lakták.
Településként 1590-ben említik először. A falut magát a 17. század elején Luzsinszky Ferenc várnagy alapította, először 13 úgynevezett vlach jogú család telepedett itt le. A házak szétszórtan épültek fel, mivel minden család a saját legelőjén építkezett. A lendaki uradalom része, majd a Horváth-Palocsay család birtoka volt. 1693-ban a falu alsó végén épült fel az első kápolna. 1712-ben már állt a Szűz Mária tiszteletére szentelt temploma egy oltárral és egy kis haranggal. Ennek helyén épült fel a falu második temploma 1768-ban, mely 1831-ig, a mai templom felépítéséig szolgált istentiszteletre. 1773-ban a falu „Zdyar” néven szerepel oklevélben. 1787-ben 120 házában 794 lakos élt.
A 18. század végén Vályi András így ír róla: „ZDIAR. Zar, Ozar, Morgenröthe. Tót falu Szepes Várm. földes Ura B. Palotsay Uraság, lakosai katolikusok, fekszik Bélához 1 fert. mértföldnyire; határja tsekély.”
1828-ban 155 háza volt 1118 lakossal. Földművesek, pásztorok, favágók, szénégetők lakták. A 19. század közepéig környékén vashámorok működtek.
Fényes Elek 1851-ben kiadott geográfiai szótárában így ír a faluról: „Zsdjár, Morgenrőthe, Szepes v. a Kárpát hegyei közt hosszan elnyuló tót f. Ut. p. Késmárkhoz észak-nyugotra 3 mfd. 1109 kath., 9 evang. lak. Kath. paroch. templom. A templomhoz közel van egy kőszál, mellyben mondola nagyságu markasit is találtatik; továbbá a szántóföldeken fejér kristályt, v. ál-gyémántot lelnek; valamint a vaskapu környékén is (ezt a Tátrának két roppant szirtje képezi) különféle nemes kövekre bukkantak. A vaskapuhoz közel van egy nagy és mély barlang, mellynek torkolatából gyakran gőz és köd emelkedik fel, s ezen jel időváltozást vagy épen zivatart jósol. F. u. b. Palocsay.”
A század második felében fokozatosan üdülőhellyé fejlődött. A trianoni diktátumig Szepes vármegye Késmárki járásához tartozott.
1918-ban, majd 1938-ban rövid időre lengyel csapatok szállták meg. Mára a Magas-Tátra, illetve a Bélai-havasok és a Szepesi-Magura egyik legnagyobb üdülőközpontjává nőtte ki magát. Lengyel gorálok lakják, akik kiváló fafaragók, asszonyaik hímzéssel foglalkoznak.

## Népessége
| Év:            | 1994. | 2004.   | 2014.   | 2024.   |
| -------------- | ----- | ------- | ------- | ------- |
| Emberek száma: | 1323  | 1330    | 1382    | 1357    |
| Eltérés:       |       | +0,52 % | +3,90 % | -1,80 % |

| Év:            | 2023. | 2024.   |
| -------------- | ----- | ------- |
| Emberek száma: | 1363  | 1357    |
| Eltérés:       |       | -0,44 % |

1910-ben 1115, túlnyomórészt szlovák anyanyelvű lakosa volt.
2011-ben 1377 lakosából 1332 szlovák volt.
2021-ben 1374 lakosából 1 (+3) ruszin, 1333 (+5) szlovák, 27 (+3) egyéb és 13 ismeretlen nemzetiségű volt.

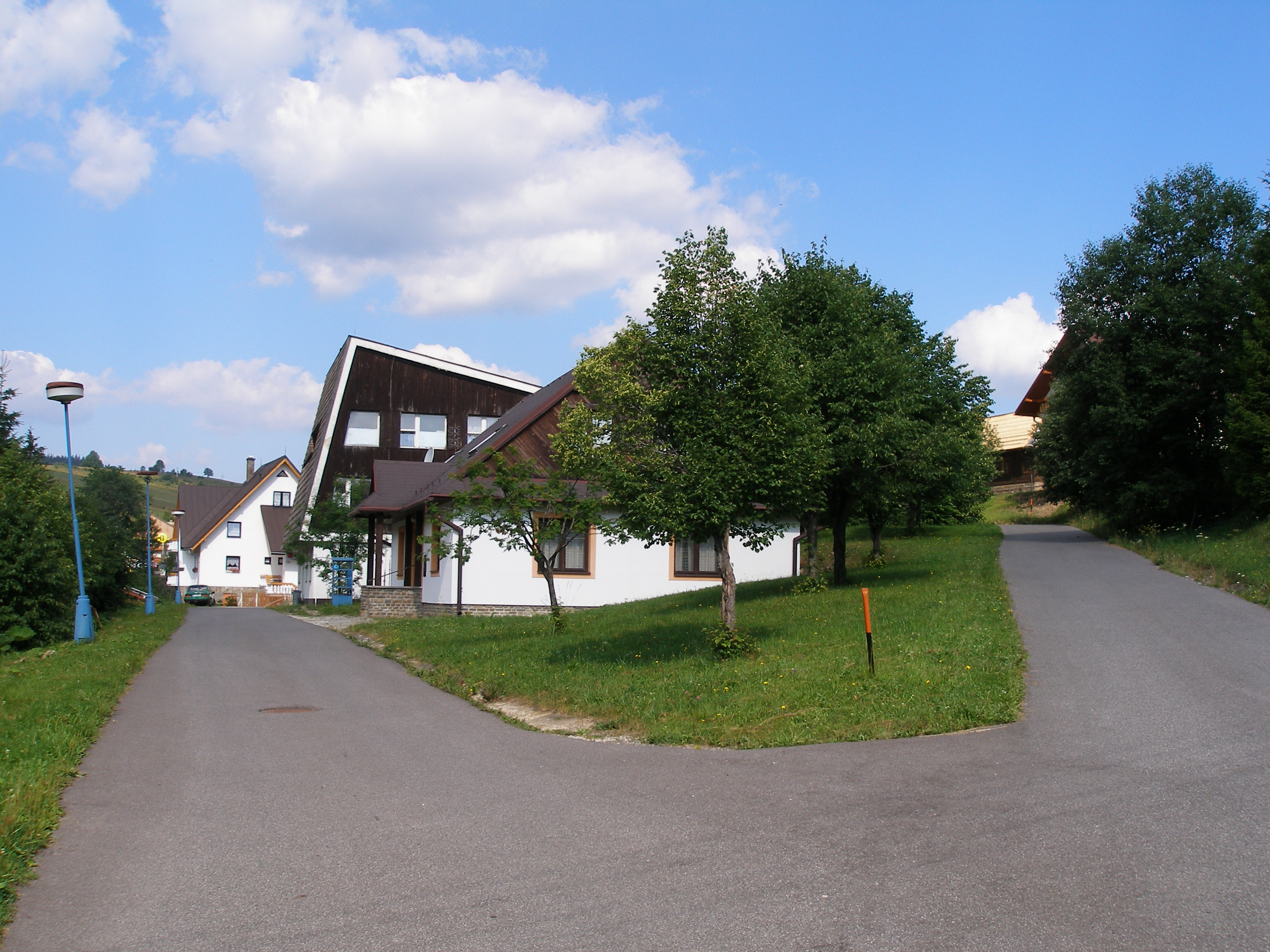
Zár, utcarészlet

## Nevezetességei
- Szűz Mária tiszteletére szentelt római katolikus temploma 1831-ben épült. Főoltárának képét 1894-ben Hegedűs István festette.
- Négy eredeti faházát 1977-ben nyilvánították védetté.
- Határában a Podspády-telepen áll a Hohenlohe hercegek egykori vadászkastélya.

## További információk

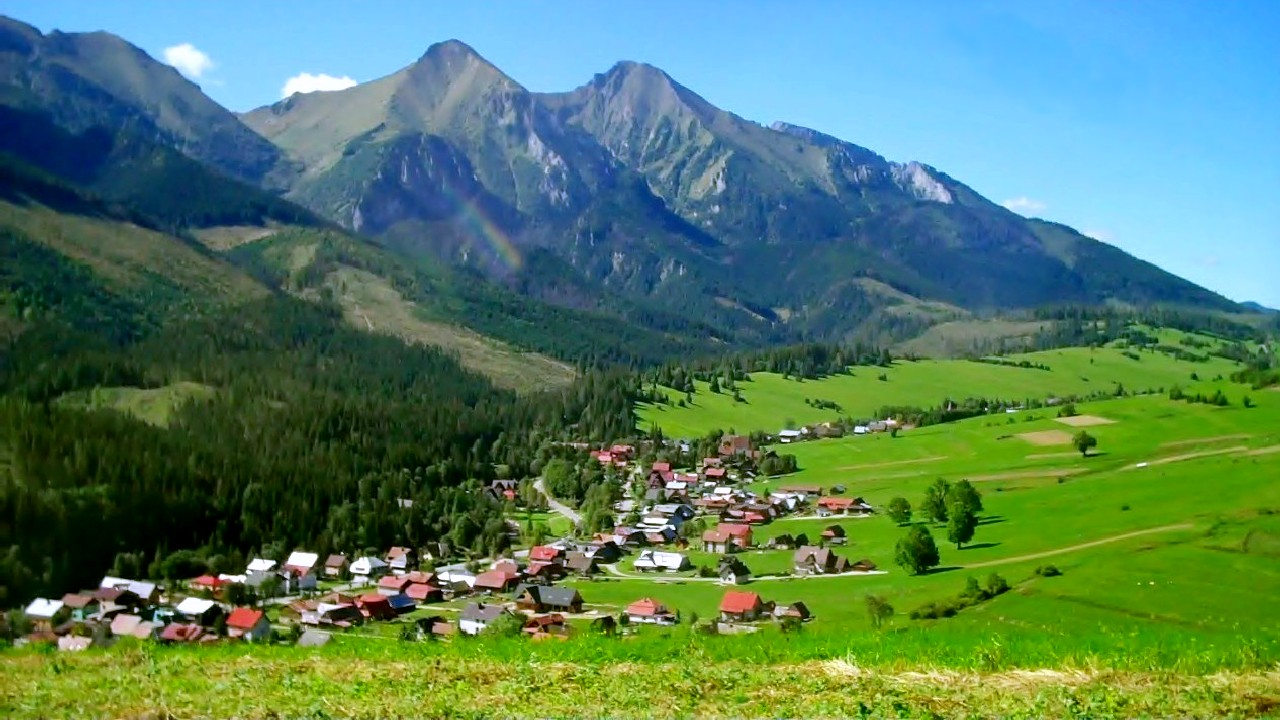
Zár és a Bélai-havasok